# Eikendwergspanner
De eikendwergspanner (Eupithecia dodoneata) is een nachtvlinder uit de familie van de spanners, de Geometridae. De voorvleugellengte bedraagt tussen de 9 en 11 millimeter. De soort komt vooral voor in Zuid-Europa, daarnaast in Klein-Azië, en noordelijk in Europa tot aan het zuiden van Scandinavië. Hij overwintert als pop.

## Waardplanten
De eikendwergspanner heeft zomereik en soms meidoorn als waardplanten.

## Voorkomen in Nederland en België
De eikendwergspanner is in Nederland en België een niet zo algemene soort, die verspreid over het hele gebied kan worden gezien. De vlinder kent jaarlijks één generatie die vliegt van eind maart tot en met juli.